# جيراردو فاليجو
جيراردو فاليجو (بالإسبانية: Gerardo Enrique Vallejo) (3 ديسمبر 1976 بميديلين في كولومبيا - ) هو لاعب كرة قدم كولومبي في مركز الدفاع. شارك مع منتخب كولومبيا لكرة القدم. أما مع النوادي، فقد لعب مع ديبورتيفو كالي وديبورتيس توليما ونادي إنفيغادو وريونيغرو أغيلاس.

## مسيرته الكروية
لعب جيراردو فاليجو خلال مسيرته الاحترافية مع 4 أندية في ستة عشر موسمًا وسجل خلالها 15 هدفًا ضمن 478 مباراة. ولم يفز بأي موسم بالكأس وفاز في موسم واحد بالدوري.
خاض جيراردو فاليجو مسيرته مع نادي إنفيغادو في عامي 1999-2001 ولمدة موسمين، مشاركًا في 75 مباراة سجل خلالها 5 أهداف. ثم انتقل إلى نادي ديبورتيفو كالي في موسم 2001 ليلعب معه أربعة مواسم، حيث شارك في 92 مباراة سجل خلالها 3 أهداف. لينتقل بعدها إلى نادي ديبورتيس توليما في موسم 2004 ليلعب معه تسعة مواسم، مشاركًا في 297 مباراة سجل خلالها 7 أهداف. ثم انتقل إلى ريونيغرو أغيلاس ما بين عامي 2013 و2014 لمدة موسم واحد، مشاركًا في 14 مباراة ولم يسجل أي هدف.

## وصلات خارجية
- جيراردو فاليجو على موقع الاتحاد الدولي (مؤرشف)  (الإنجليزية)
- جيراردو فاليجو على موقع قاعدة بيانات كرة القدم.إي يو (الإنجليزية)
- جيراردو فاليجو على موقع ناشيونال فوتبول تيمز (الإنجليزية)